# Kvalserien
Die Kvalserien ist eine Aufstiegsrunde im schwedischen Eishockey, in der ausgespielt wird, wer in der folgenden Saison in der Elitserien spielt. Bis 2005 trug die Aufstiegsrunde den Namen SuperAllsvenskan.
Nach dem Saisonende der Elitserien und der zweitklassigen HockeyAllsvenskan findet die Kvalserien statt. Die zwei schlechtesten Teams der Elitserien und die vier besten Mannschaften der HockeyAllsvenskan bilden diese Liga. Jedes Team muss zweimal gegen jedes der anderen fünf Teams spielen. Die zwei bestplatzierten Teams spielen in der darauf folgenden Saison in der Elitserien, die restlichen vier in der HockeyAllsvenskan.

## Sieger der Kvalserien
| - 1975 – Djurgårdens IF, Södertälje SK - 1976 – IF Björklöven, Örebro IK - 1977 – Djurgårdens IF, Timrå IK - 1978 – Örebro IK, IF Björklöven - 1979 – IF Björklöven, HV71 - 1980 – Skellefteå AIK, Södertälje SK - 1981 – Leksands IF, Timrå IK - 1982 – Hammarby IF, Djurgårdens IF - 1983 – MoDo AIK - 1984 – Hammarby IF - 1985 – HV71 - 1986 – MoDo AIK - 1987 – MoDo AIK, Väsby IK | - 1988 – Västerås IK - 1989 – Västra Frölunda HC - 1990 – MoDo Hockey - 1991 – Västra Frölunda HC - 1992 – Leksands IF - 1993 – IF Björklöven - 1994 – AIK - 1995 – Rögle BK - 1996 – Brynäs IF - 1997 – Södertälje SK, Västerås IK - 1998 – AIK, IF Björklöven - 1999 – Linköping HC, Västerås IK - 2000 – Timrå IK, IF Björklöven | - 2001 – Södertälje SK, Linköpings HC - 2002 – Timrå IK, Leksands IF - 2003 – Linköpings HC, Brynäs IF - 2004 – IF Malmö Redhawks, Mora IK - 2005 – Leksands IF, Brynäs IF - 2006 – IF Malmö Redhawks, Skellefteå AIK - 2007 – Skellefteå AIK, Södertälje SK - 2008 – Brynäs IF, Rögle BK - 2009 – Södertälje SK, Rögle BK - 2010 – Södertälje SK, AIK Solna - 2011 – Växjö Lakers, MODO Hockey |